# Tribunal Superior de Justicia de Mauritania
El Tribunal Superior de Justicia de Mauritania es un órgano dependiente del Parlamento y cuyos componentes son elegidos por la Asamblea Nacional y el Senado. Está recogido en los artículos 92 y 93 de la vigente Constitución de Mauritania.
Se reguló en mayo de 2008, mediante una Ley orgánica aprobada por el Parlamento durante la Presidencia de Sidi Ould Cheij Abdallahi, bajo la iniciativa del primer ministro Zeine Ould Zeidane. La ley determina que el Tribunal estará compuesto por cuatro diputados y cuatro senadores elegidos por ambas cámaras por separado en sesión plenaria. Sus miembros se nombraron en septiembre de ese mismo año tras el golpe de Estado que depuso al Presidente y con la intención de juzgarlo. Hasta 2008 no se había constituido.
Sus integrantes, una vez designados por la cámaras, eligen entre ellos un Presidente, que tiene voto de calidad en caso de empate.
El Tribunal ejerce su competencia, respecto al ámbito personal, única y exclusivamente sobre el presidente de la República, el primer ministro, los ministros y demás miembros del gobierno (en Mauritania son miembros del Gobierno, además de los Ministros, los Secretarios de Estado) y en razón de la materia respecto al delito de alta traición, conspiración contra la seguridad del Estado y los crímenes o delitos que así figuren en el código penal y que se cometan durante el ejercicio de su mandato. El Presidente sólo puede ser acusado de alta traición. Para ser procesados, debe primero obtenerse el beneplácito de las dos cámaras (Asamblea y Senado) mediante votación separada, pública y por mayoría absoluta. A partir de ese momento es el Tribunal Superior quien instruye el procesamiento, juicio y condena, en su caso, tanto de los altos cargos de la administración, como de sus cómplices si los tuvieran.